# Siren Song of the Counter Culture
Siren Song of the Counter Culture – trzeci album amerykańskiego zespołu melodic hardcore Rise Against, wydany 10 sierpnia 2004. Jest to pierwszy ich album nagrany dla wytwórni Geffen Records.
Album sprzedał się bardzo dobrze, głównie dzięki sukcesowi jego singla "Swing Life Away", który osiągnął # 12 na Billboard Modern Rock Tracks - bardzo pomogło to rozwojowi zespołu. Na wysokich miejscach są także single "Give It All" (# 37), "Life Less Frightening" (# 33) i "Paper Wings". Pomimo ogromnego sukcesu rynkowego, Siren Song of the Counter Culture nie jest najwyżej znajdującym się albumem Rise Against na Billboard 200, ma 136 pozycję; The Sufferer & the Witness i Appeal to Reason są na 10 i 3 pozycji. Album zyskał status złotej płyty przez RIAA 10 marca 2009.

## Nagrywanie i produkcja
Siren Song of the Counter Culture został nagrany w 2004 r.w Plumper Mountain Sound w Gibsons, British Columbia i Warehouse Studio w Vancouver z producentem Garthem Richardsonem.

## Sukces albumu
Siren Song of the Counter Culture został wydany 10 sierpnia 2004 i jest pierwszym albumem Rise Against wydanym przez Geffen Records. Album zadebiutował na pozycji 136 na liście Billboard 200. i osiągnął 1 pozycję na Top Heatseekers.

## Lista utworów
1. State of the Union – 2:19
2. The First Drop – 2:39
3. Life Less Frightening – 3:44
4. Paper Wings – 3:43
5. Blood to Bleed – 3:48
6. To Them These Streets Belong – 2:49
7. Tip the Scales – 3:49
8. Anywhere But Here – 3:38
9. Give It All – 2:50
10. Dancing for Rain – 4:01
11. Swing Life Away – 3:20
12. Rumors of My Demise Have Been Greatly Exaggerated – 4:14
13. Obstructed View - 2:01 (bonus)
14. Fix Me (Black Flag cover) - 0:54 (bonus)